# Bolesławiecki
Bolesławiecki là một huyện thuộc tỉnh Dolnośląskie của Ba Lan. Huyện có diện tích 1304 km². Đến ngày 1 tháng 1 năm 2011, dân số của huyện là 89100 người và mật độ 68 người/km².